# Міхаель Лінгарт
Міхаель Лінгарт (нім. Michael Linhart; нар. 31 серпня 1958, Анкара) — австрійський дипломат і політик, міністр закордонних справ Австрії з 11 жовтня до 6 грудня 2021 року.
Народився в Анкарі, де його батько працював у посольстві Австрії. 1947 року закінчив Форарльберг. Потім навчався в Зальцбурзькому та Віденському університетах. 1985 року здобув ступінь доктора юридичних наук у Відні.
З 1986 року працював у Міністерстві закордонних справ. Був послом у Сирії (2000—2003), Греції (2007—2012) та Франції (2018—2021). З 2013 до 2018 року був генеральним секретарем Міністерства закордонних справ. З 2022 посол у Німеччині.